# Caroline Chikezie
Caroline Chikezie est une actrice britannique née à Londres le 19 février 1974. 

## Biographie
Elle passe toute son enfance à Londres et y a reçu une éducation très stricte. Elle passait ses week-ends à faire du théâtre jusqu'à ce que ses parents l'envoient, à 14 ans, passer deux ans dans un pensionnat au Nigéria où elle a été nommée préfète sénior (elle était chargée de l'éducation). Caroline était une préfète douce car elle ne pouvait se résoudre à punir quelqu’un. Puis, elle retourna à Londres pour finir ses études. Ses parents l'ont poussée à faire des études de médecine mais Caroline s'est finalement tournée vers une carrière d'actrice.
Caroline a fréquenté plusieurs écoles (Italia conti stage school, Anna scher theatre school…) avant d’obtenir des rôles dans des séries pour la BBC.
En 2003, Caroline a remporté un prix aux Screen Nation Film and Television Awards dans la catégorie « emerging talent ».
En 2004, Caroline s’est installée à Beverly Hills (Los Angeles) et a ainsi débuté dans sa carrière d’actrice à Hollywood avec Aeon flux aux côtés de Charlize Theron.

## Filmographie
- 1998 : Brothers and Sisters (TV) : Belinda Ofori
- 1998 : Babymother
- 1999 : Virtual Sexuality : l'assistante de Gushy
- 1999 : Casualty (TV) : Donna
- 2001 : As If (TV) : Sasha Williams
- 2002 : Holby City (TV) : Jamila James
- 2002 : Babyfather (TV) : Kandii
- 2003 : 40 (TV) : Denise
- 2004 : Femmes de footballeurs (TV) : Elaine Hardy
- 2005 : The Mistress of Spices de Gurinder Chadha : Myisha
- 2005 : Æon Flux : Freya
- 2006 : Take 3 girls : Spot
- 2006 : Par effraction : Erika
- 2006 : Eragon : Nasuada
- 2007 : Nice Girls Don't Get the Corner Office (TV) : Rachel
- 2007 : Torchwood (TV) : Lisa
- 2007 : Supernatural (TV) : (Saison 3 episode 1) : Tamara, une chasseuse de démon
- 2009 : Killing of Wendy : Zora
- 2010 : Paris Connections : Natalie
- 2010 : Inale : Inale
- 2017 : Les Chroniques de Shannara : Reine Tamlin de Leah